# Fenícids
Els Fenícids són una pluja de meteors menor, observada per primer cop per observadors de Nova Zelanda, Austràlia, diversos punts de l'oceà Índic i Sud-àfrica durant una explosió d'activitat d'aproximadament 100 meteors per hora durant el desembre de 1956. Com la majoria de pluges de meteors, els Fenícids reben el nom pel seu radiant, que es troba a la constel·lació del Fènix. Els Fenícids presenten activitat entre el 29 de novembre i el 9 de desembre, amb un pic màxim entre el 5 i el 6 de desembre. S'observen millor des de l'hemisferi sud. Es creu que els Fenícids es troben associats al cometa D/1819 W1.